# شون دونفي
شون دونفي (بالإنجليزية: Sean Dunphy)‏ هو لاعب كرة قدم بريطاني، ولد في 5 نوفمبر 1970 في Maltby, South Yorkshire ‏ في المملكة المتحدة. لعب مع لينكولن سيتي أف سي ونادي بارنسلي ونادي دونكاستر روفرز ونادي سكاربورو ونادي كيترينغ تاون ونادي هاليفاكس تاون.